# Muhabbetella acutiscutellum
Muhabbetella acutiscutellum is een vliesvleugelig insect uit de familie bronswespen (Chalcididae). De wetenschappelijke naam is voor het eerst geldig gepubliceerd in 1995 door Liu.